# Vanessa Clerveaux
Vanessa Clerveaux (née le 17 juin 1994 à Brockton) est une athlète haïtienne, spécialiste des courses de haies.

## Palmarès
| Date | Compétition                                                          | Lieu         | Résultat | Épreuve     | Temps   |
| ---- | -------------------------------------------------------------------- | ------------ | -------- | ----------- | ------- |
| 2018 | Jeux d'Amérique centrale et des Caraïbes                             | Barranquilla | 2e       | 100 m haies | 13 s 07 |
| 2018 | Championnats d'Amérique du Nord, d'Amérique centrale et des Caraïbes | Toronto      | 7e       | 100 m haies | 13 s 21 |
| 2019 | Jeux panaméricains                                                   | Lima         | 6e       | 100 m haies | 13 s 17 |